# Amen (Ana-Soklič-Lied)
Amen ist ein englischsprachiger Popsong, mit dem die slowenische Sängerin Ana Soklič Slowenien beim Eurovision Song Contest 2021 in Rotterdam vertreten hat. Er wurde von ihr gemeinsam mit Bojan Simončič und Žiga Pirnat. Der Text stammt von Charlie Mason.

## Hintergrund und Produktion
Bereits nach der Absage des Eurovision Song Contest 2020 gab die Rundfunkanstalt Radiotelevizija Slovenija bekannt, dass Soklič Slowenien im kommenden Jahr beim Wettbewerb vertreten werde. Ursprünglich wurde eine Vorentscheidung unter dem Titel Evrovizijska Melodija 2021 angekündigt, welche jedoch nicht stattfand, nachdem man verkündete, dass der Titel intern ausgewählt werde.
Eine Show, in welcher der Titel Amen vorgestellt wurde, fand am 27. Februar 2021 statt. Er wurde von Ana Soklič mit Bojan Simončič und Žiga Pirnat komponiert, welche auch schon am Vorjahrestitel Voda beteiligt waren. Den Text schrieb Charlie Mason. Pirnat war außerdem für die Produktion zuständig, an welcher das RTV Sinfonieorchester beteiligt war. Der im Titel auftretende Chor um Dorian Holley wurde ebenfalls von Pirnat arrangiert.

## Musik und Text
Die Sängerin verzichtet laut eigenen Angaben auf eine eigene Interpretation der Bedeutung des Titels. Man habe sich beim Schreiben des Titels vom Leben selbst inspirieren lassen, sowohl aus dem Guten als auch dem Schlechten.

“Amen is about love because love matters the most, and the message of the song is very universal. I never speak about my personal interpretation of a song because I prefer people to make their own vision of it.”

„Amen handelt von der Liebe, denn die Liebe zählt am meisten und die Bedeutung des Liedes ist sehr universell. Ich spreche nie über meine eigene Interpretation eines Liedes, denn ich bevorzuge es, wenn die Menschen eine eigene Meinung hierzu entwickeln.“

## Beim Eurovision Song Contest
Die Europäische Rundfunkunion kündigte am 17. November 2020 an, dass die für den 2020 abgesagten Eurovision Song Contest ausgeloste Startreihenfolge beibehalten werde. Slowenien trat somit im ersten Halbfinale in der ersten Hälfte am 18. Mai 2021 an. Man werde die Ausnahmeregelung nutzen, bereits voraufgezeichneten Begleitgesang vom Band ablaufen zu lassen. Weiterhin wird Karin Zemljič als Begleitsängerin eingesetzt. Am 30. März gab der Ausrichter bekannt, dass Slowenien Startnummer 2 erhalten hat. Das Land schied jedoch bereits im Halbfinale aus und konnte sich somit nicht für das Finale qualifizieren.

## Rezeption
Denis Živčec vom Večer meint, dass Amen kein klassisches Poplied sei, sondern dass man es zuerst sacken lassen müsse. Er bezeichnete es weiterhin als „Gebet“, bzw. „Hymne“. Die Cosmopolitan fragte, ob der Titel zu Verwechslungen führen könnte, da der österreichische Wettbewerbsbeitrag ebenfalls Amen lauten solle.
Der deutsche Blog ESC Kompakt bewertete den Titel überwiegend durchschnittlich und bemängelte, dass er im Gegensatz zu Voda im Vorjahr wie eine „Allerwelts-ESC-Ballade“ klinge.

## Veröffentlichung
Der Titel erschien am 12. März 2021 als Musikstream.